# サンエー与勝シティ
サンエー与勝シティは、沖縄県うるま市勝連南風原にあるサンエーが運営する総合スーパー（GMS）である。

## 沿革
- 1998年（平成10年）4月11日 - 「与勝シティ」開店[1][2][注 1]。
- 2010（平成22）年6月24日 - フードコートを改装し「大阪王将」オープン[3]。
- 2012（平成24）年4月29日 - 大阪王将を業態転換し「どん家」オープン。

## 主なテナント
2022年8月現在。
- auショップ
- キャンドゥ
- ジョイジャングル
- どん家（サンエー直営）
- ひがドラッグ
- マクドナルド
- マルコポーロ
- メガネ1番

## アクセス

### 路線バス
- 27番・屋慶名線（沖縄バス）
- 80番・与那城線（沖縄バス）
- 93番・屋慶名～イオンモール線（沖縄バス）
- 127番・屋慶名高速線（沖縄バス）
- 227番・屋慶名おもろまち線（沖縄バス）
- 777番・急行屋慶名線（沖縄バス）

水井原バス停下車、徒歩約1分。

### 注
1. ↑  開業当初は電器館も入居していた。閉店時期は不明。